# Neomochtherus grisescens
Neomochtherus grisescens är en tvåvingeart som beskrevs av Tsacas 1968. Neomochtherus grisescens ingår i släktet Neomochtherus och familjen rovflugor. Inga underarter finns listade i Catalogue of Life.